# Gaishof (Buch am Wald)
Gaishof (auch Sicklingshof genannt) ist ein Gemeindeteil der Gemeinde Buch am Wald im Landkreis Ansbach (Mittelfranken, Bayern). Gaishof liegt in der Gemarkung Gastenfelden.

## Geografie
Unmittelbar nördlich des Weilers befindet sich der Effnerwald. 1 km südwestlich des Ortes erhebt sich der Vorder Grasbühl (472 m ü. NHN). Eine Gemeindeverbindungsstraße führt nach Schweikartswinden (1 km südlich) bzw. zur Kreisstraße AN 5 (1,5 km östlich) zwischen Gastenfelden (0,6 km nordöstlich) und Stilzendorf (2,2 km südlich). Eine weitere Gemeindeverbindungsstraße führt nach Neuweiler zur Kreisstraße AN 7 (1 km westlich).

## Geschichte
1800 gab es zwei Untertansfamilien, die beide die Reichsstadt Rothenburg als Grundherrn hatten.
Im Rahmen des Gemeindeedikts (frühes 19. Jahrhundert) wurde Gaishof dem Steuerdistrikt und der Ruralgemeinde Gastenfelden zugeordnet. Im Zuge der Gebietsreform in Bayern wurde diese am 1. Januar 1974 nach Buch am Wald eingegliedert.

### Einwohnerentwicklung
| Jahr      | 001818 | 001840 | 001861 | 001871 | 001885 | 001900 | 001925 | 001950 | 001961 | 001970 | 001987 |
| Einwohner | 21     | 18     | 18     | 13     | 12     | 10     | 10     | 8      | 9      | 17     | 16     |
| Häuser    | 3      | 3      |        |        | 2      | 3      | 2      | 2      | 2      |        | 3      |
| Quelle    | [ 8 ]  | [ 9 ]  | [ 10 ] | [ 11 ] | [ 12 ] | [ 13 ] | [ 14 ] | [ 15 ] | [ 16 ] | [ 17 ] | [ 1 ]  |

## Religion
Die Einwohner evangelisch-lutherischer Konfession waren ursprünglich nach St. Bartholomäus (Diebach) gepfarrt, seit 1821 ist die Pfarrei St. Maria Magdalena (Gastenfelden) zuständig. Die Einwohner römisch-katholischer Konfession sind nach Kreuzerhöhung (Schillingsfürst) gepfarrt.